# Černá tůň
Černá tůň je tůň, která vznikla v místě dřívějšího toku řeky Labe mezi Čelákovicemi a Přerovem nad Labem východně od vesnice Císařská Kuchyně v okrese Nymburk ve Středočeském kraji v Česku. Má rozlohu 0,15 ha. Je kruhového tvaru s průměrem 15 m. Leží v nadmořské výšce 173 m. Patří do skupiny Hrbáčkových tůní, přičemž leží na hranici přírodní rezervace Káraný - Hrbáčkovy tůně.

## Okolí
Okolí tůně je zarostlé starými stromy, na jihu přechází v les a na severu do pole. Leží u západního konce Budečské hráze. U tůně se nachází vědecká základna Přírodovědecké fakulty Univerzity Karlovy.

## Vodní režim
Tůň nemá povrchový přítok a má odtok do 80 m vzdálené tůně Poltruba, kterou protéká Zámecký potok, jež je přítokem Výmoly. Náleží k povodí Labe.

## Přístup
Přístup je možný po polní cestě:
- od silnice spojující Císařskou Kuchyni a Přerov nad Labem
- od  Přírodovědné naučné stezky Přerov nad Labem